# Biblioteka Narodowa Meksyku
Biblioteka Narodowa Meksyku (hiszp. Biblioteca Nacional de México) – meksykańska biblioteka pełniąca funkcję biblioteki narodowej i akademickiej Narodowego Uniwersytetu Meksykańskiego.

## Historia
Pierwszy dekret mówiący o utworzeniu biblioteki narodowej powstał w 1833 roku. Jednak brakowało woli jej powstania. Dekretem 30 listopada z 1846 roku nie istniejąca biblioteka otrzymała prawo do egzemplarza obowiązkowego. Kolejna próbę podjął prezydent Ignacio Comonfort, który dekretem z 14 września 1857 roku zlikwidował Królewski i Papieski Uniwersytet Meksyku i nakazał, aby budynek, książki, zbiory i inne aktywa, które do niego należały stały się zaczątkiem  Biblioteki Narodowej Meksyku.
Dopiero dekret z 30 listopada 1867 roku wydany przez prezydenta Benito Juáreza wskazujący lokalizację w kościele św. Augustyna przyczynił się do powstania biblioteki. Pierwszym dyrektorem został pisarz José María Lafragua.
Uroczyste otwarcie biblioteki miało miejsce 2 kwietnia 1884 roku. 
Od 1929 roku Biblioteka jest częścią Narodowego Uniwersytetu Meksyku. W 1979 roku biblioteka została przeniesiona do obecnej lokalizacji wewnątrz kampusu Narodowego Uniwersytetu Meksykańskiego.
W 2001 roku rozpoczęto proces digitalizacji zbiorów. W 2011 roku w Internecie uruchomiono stronę Hemeroteca Nacional Digital de México, a od 2015 roku Biblioteca Nacional Digital de México (BNDM) (Narodowa Biblioteka Cyfrowa Meksyku (BNDM))  pod adresem https://www.bidi.unam.mx/. 

## Zbiory
Zbiory biblioteki liczą 1 250 000 woluminów (stan z 2016 roku). Ze względu na różnorodność zbiorów księgozbiór podzielono na dwie części: Fondo Contemporáneo (obejmujący druki z okresu od XIX do XXI wieku) i Fondo Reservado (zbiory specjalne) obejmujący najstarsze zachowane zbiory.  
Kolekcja zbiorów specjalnych powstała w dniu 2 grudnia 1992 r., a jej celem jest zachowanie i ochrona najstarszych i najcenniejszych zbiorów Biblioteki Narodowej. Zajmuje powierzchnię 7,572 metrów, na trzech piętrach w budynku zaprojektowanym przez Orso Nuñeza. Zbiory specjalne to zachowane zbiory Biblioteki Narodowej Meksyku, które ze względu na ich rzadkość, brak kopii lub wartość wymagają specjalnej ochrony.
Zbiory biblioteczne do sierpnia 1993 r. znajdowały się w dawnym kościele św. Augustyna, a następnie zostały przeniesione do nowej siedziby w miasteczku uniwersyteckim.